# Tilloy-lès-Conty
Tilloy-lès-Conty és un municipi francès situat al departament del Somme i a la regió dels Alts de França. L'any 2007 tenia 247 habitants.

## Demografia

### Població
El 2007 la població de fet de Tilloy-lès-Conty era de 247 persones. Hi havia 88 famílies de les quals 16 eren unipersonals (4 homes vivint sols i 12 dones vivint soles), 16 parelles sense fills, 48 parelles amb fills i 8 famílies monoparentals amb fills.
La població ha evolucionat segons el següent gràfic:
Habitants censats

### Habitatges
El 2007 hi havia 100 habitatges, 91 eren l'habitatge principal de la família, 5 eren segones residències i 4 estaven desocupats. 99 eren cases i 1 era un apartament. Dels 91 habitatges principals, 72 estaven ocupats pels seus propietaris, 14 estaven llogats i ocupats pels llogaters i 5 estaven cedits a títol gratuït; 1 tenia dues cambres, 6 en tenien tres, 30 en tenien quatre i 54 en tenien cinc o més. 69 habitatges disposaven pel capbaix d'una plaça de pàrquing. A 29 habitatges hi havia un automòbil i a 54 n'hi havia dos o més.

### Piràmide de població
La piràmide de població per edats i sexe el 2009 era:
| Homes | Edats   | Dones |
| ----- | ------- | ----- |
| 0     | 95 o +  | 0     |
| 0     | 90 a 94 | 4     |
| 0     | 85 a 89 | 0     |
| 4     | 80 a 84 | 4     |
| 4     | 75 a 79 | 4     |
| 4     | 70 a 74 | 4     |
| 8     | 65 a 69 | 8     |
| 0     | 60 a 64 | 4     |
| 8     | 55 a 59 | 8     |
| 8     | 50 a 54 | 4     |
| 4     | 45 a 49 | 12    |
| 8     | 40 a 44 | 4     |
| 12    | 35 a 39 | 8     |
| 0     | 30 a 34 | 4     |
| 16    | 25 a 29 | 12    |
| 8     | 20 a 24 | 4     |
| 0     | 15 a 19 | 0     |
| 16    | 10 a 14 | 8     |
| 8     | 5 a 9   | 4     |
| 0     | 0 a 4   | 4     |

## Economia
El 2007 la població en edat de treballar era de 172 persones, 127 eren actives i 45 eren inactives. De les 127 persones actives 124 estaven ocupades (63 homes i 61 dones) i 3 estaven aturades (1 home i 2 dones). De les 45 persones inactives 16 estaven jubilades, 19 estaven estudiant i 10 estaven classificades com a «altres inactius».

### Ingressos
El 2009 a Tilloy-lès-Conty hi havia 94 unitats fiscals que integraven 252 persones, la mediana anual d'ingressos fiscals per persona era de 19.963 €.

### Activitats econòmiques
Dels 4 establiments que hi havia el 2007, 1 era d'una empresa de fabricació d'altres productes industrials, 2 d'empreses de construcció i 1 d'una empresa financera.
Dels 2 establiments de servei als particulars que hi havia el 2009, 1 era una lampisteria i 1 electricista.
L'any 2000 a Tilloy-lès-Conty hi havia 6 explotacions agrícoles.

## Poblacions més properes
El següent diagrama mostra les poblacions més properes.